# Richard Henrion
Richard Henrion (Artern, 9 de marzo de 1854 - Stettin, 9 de enero de 1940) fue un compositor y director de banda militar alemán.

## Vida
Richard descendía de una familia de actores. A los 15 años, empezó a ser el aprendiz del director de música municipal de Seehausen. En el año 1874, se mudó a Magdeburgo para especializarse en la música militar, aquí estudió con Gustav Rebling. Después de ser músico militar en Brandeburgo, Metz y Prenzlau, en 1897 se convirtió en jefe del cuerpo de música  del Regimiento de Granaderos N°2 de Alemania, asentado en Stettin, Prusia (actualmente Polonia). Fue nombrado en 1914 Real Director de Música, y finalmente en 1920 se retiró del servicio militar. Escribió en total más de 350 composiciones, sus obras más conocidas son 4 marchas compuestas en 1893, siendo la Fehrbelliner, Kreuzritter Fanfare, Hie gut Brandenburg allewege! y Unterm Sparrenschild.
Murió el 9 de enero de 1940 en Stettin, Alemania nazi (actualmente Polonia).